# Бриг (вазописец)

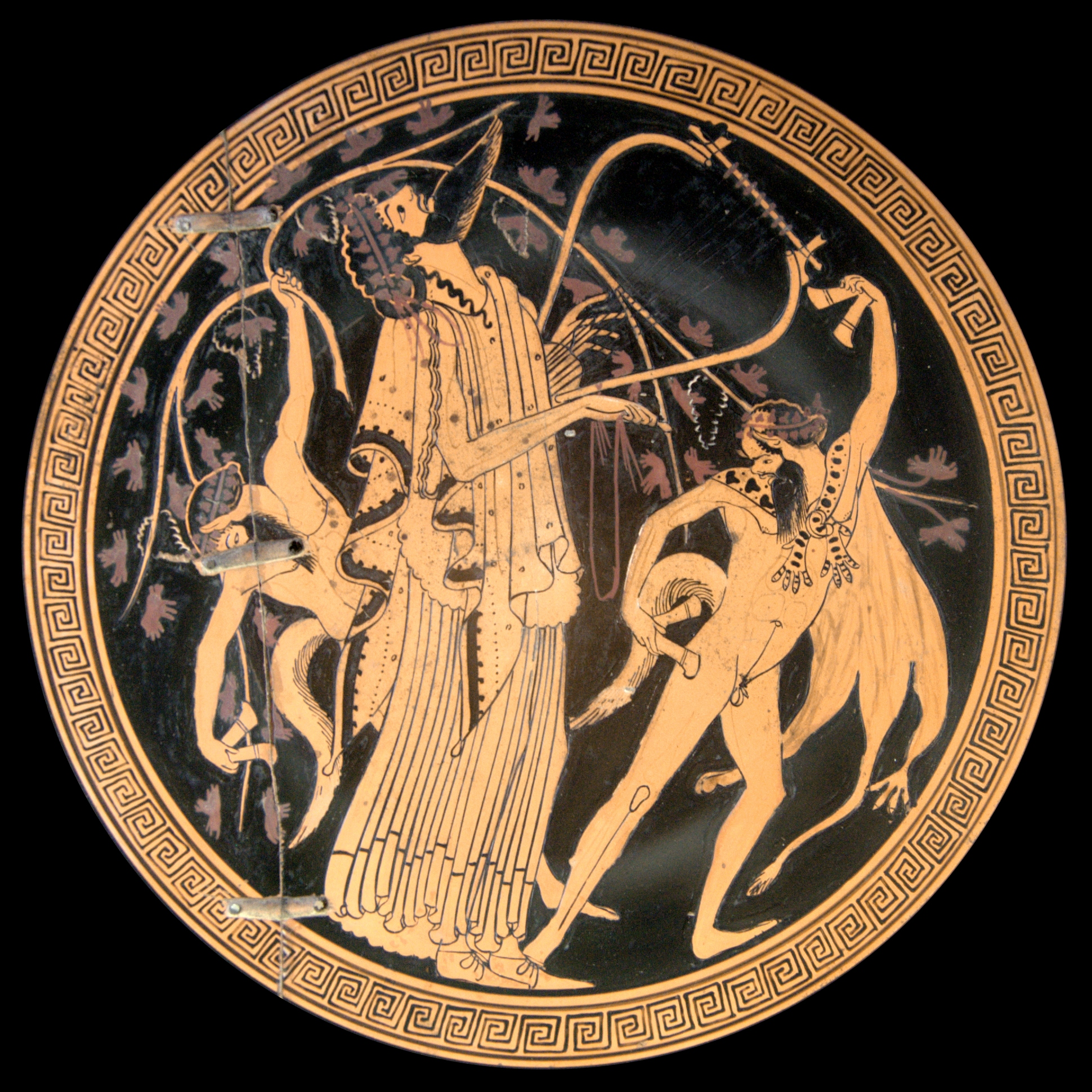
Дионис и сатиры, килик мастера Брига, ок. 480 до н. э. Париж, Лувр.

Бриг — условное наименование древнегреческого художника, автора росписей краснофигурных ваз периода ранней классики.

## Проблема имени
Имя «Бриг», сохранившееся на 13 вазах, скорее относится к гончару, чем к вазописцу. В связи с этим художника часто называют не Бриг, а «мастер Брига» или «вазописец Брига» (то есть тот вазописец, который расписывал сосуды гончара Брига). Не исключено, что вазописец и гончар были одним лицом.

## Творчество

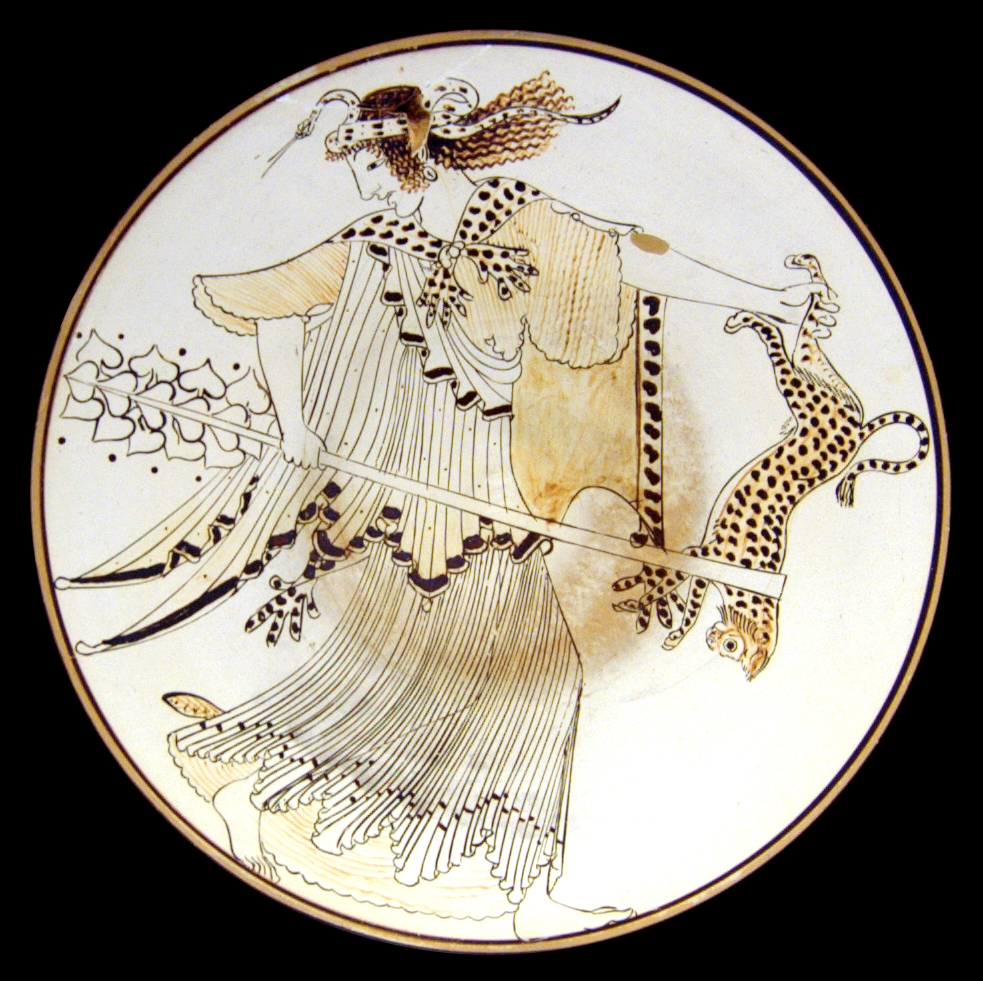
Безумная менада. Белофонный килик, приписываемый мастеру Брига. 490-480 до н. э. Мюнхен.

Бриг работал в Афинах в начале 5 в. до н. э. Он считается одним из наиболее значительных вазописцев своего времени наряду с Онесимом, Дурисом и Макроном. Ему приписывают более 200 сосудов, в том числе некоторые белофонные вазы.
Стилистически работы Брига вписываются в традицию ранних работ Онесима. Более того, предполагается, что Бриг был учеником последнего. Считается, что Бриг был архаическим художником, который достиг высочайшего мастерства в изображении положений тел. Он является также одним из первых, притом немногих, живописцев, которым удалось изобразить ребёнка, который действительно выглядит как ребёнок, а не как маленький взрослый. Многие человеческие фигуры ясно отображают воздействие возраста.
На вазах Брига изображаются различные сцены, как из жизни, так и из мифов. Для стиля Брига характерны плоские головы, длинные носы и узкие глаза с достаточно высокими бровями. Замечательна его манера изображения человеческого рта: мастер изображает их поющими, свистящими, играющими на флейте или сжимающими губы с высокой степенью анатомической точности. Также являются типичными щетинистые бороды, щетинистые волосы стариков и первые признаки облысения.
Мифологические сцены, изображаемые Бригом, часто оригинальны. Например, передача тела Гектора, взятие Трои и другие эпизоды Троянской войны. Типичными являются сценки с Дионисом и сатирами. На многих вазах мастера Брига подписаны имена персонажей, а иногда даже показано, что они говорят.
Использование нескольких слоёв разведённого лака приближает технику Брига к штриховке.
Мастера Брига связывают с широким кругом художников, испытывавших на себе его влияние либо работавших в его мастерской.